# 491 (číslo)
Čtyři sta devadesát jedna je přirozené číslo. Následuje po čísle čtyři sta devadesát a předchází číslu čtyři sta devadesát dva. Římskými číslicemi se zapisuje CDXCI a řeckými číslicemi υϟα.

## Matematika
491 je:
- Deficientní číslo
- Prvočíslo Sophie Germainové
- Nešťastné číslo

## Astronomie
- (491) Carina je planetka hlavního pásu, kterou objevil v roce 1902 Max Wolf

## Roky
- 491
- 491 př. n. l.